# Пискун, Эдуард Александрович
Эдуа́рд Алекса́ндрович Писку́н (укр. Едуард Олександрович Піскун; 1 января 1967, Жданов, Украинская ССР, СССР) — советский и украинский футболист, полузащитник и нападающий.

## Карьера
Воспитанник ДЮСШ города Золотоноши Черкасской области, первый тренер В. С. Гаврилюк. С 1984 по 1985 год играл за харьковский «Маяк», в 62 матчах забил 4 мяча. Сезон 1986 года начал в севастопольской «Атлантике», за которую провёл 13 встреч и забил 4 гола. С лета 1986 по 1987 год защищал цвета киевского СКА, в 57 играх отметился 6 мячами.
С 1988 по 1989 год провёл 82 матча и забил 11 голов за севастопольскую «Чайку», затем сыграл 11 встреч и забил 2 мяча за запорожский «Металлург», после чего перешёл в харьковский «Металлист», в составе которого находился до конца года, однако ни разу не сыграл.
Сезон 1990 года снова начал в «Чайке», в 19 играх забил 4 гола, после чего опять пополнил ряды «Металлурга», за который провёл 7 матчей. В 1991 году выступал за «Таврию», сыграл 27 встреч, в которых забил
1 гол.
С 1992 по 1993 год играл за ахтырский «Нефтяник», в составе которого дебютировал в Высшей лиге Украины, где провёл 17 матчей и забил 1 мяч. Всего за «Нефтяник» в тот период сыграл 77 встреч, в которых забил 14 голов, в чемпионате и первенстве, и ещё принял участие в 6 матчах Кубка Украины.
В начале 1994 года пополнил ряды «КАМАЗа», однако в составе не закрепился, сыграл лишь 2 встречи в Высшей лиге России, после чего вернулся в «Нефтяник», где затем выступал до 1995 года, проведя за это время 38 матчей и забив 5 мячей в первенстве, и ещё 1 раз сыграв в Кубке.
Сезон 1995/96 провёл в клубе «Звезда-НИБАС», принял участие в 24 играх чемпионата и 4 поединках Кубка Украины. Летом 1996 года пополнил ряды «Кубани», в составе которой сыграл 13 матчей за основу, и ещё принял участие в 6 встречах, в которых забил 3 гола, за «Кубань-д» в Третьей лиге.
В 1997 году защищал цвета винницкой «Нивы», провёл 19 игр в первенстве и 4 матча, в которых забил 2 гола, в Кубке. В начале 1998 года перешёл в бершадскую «Ниву», где сыграл 15 встреч и забил 1 мяч, после чего вернулся в Винницу, в составе которой провёл ещё 9 поединков в первенстве и 1 игру в Кубке Украины.
В начале 1999 года пополнил ряды «Бумажника», в 11 матчах забил 1 гол, затем летом перешёл в клуб «Система-Борекс», за которую провёл 15 игр и забил 1 мяч в первенстве, и ещё 4 встречи сыграл в Кубке. В 2000 году выступал за роменский «Электрон», провёл 21 матч.

## Семья
Сын Владислав тоже футболист.